# Hallerhaus am Wechsel
Das Hallerhaus am Wechsel ist eine Schutzhütte in Schaueregg in der Marktgemeinde Pinggau in der Steiermark an der Grenze zur Marktgemeinde Mönichkirchen in Niederösterreich.

## Lage
Das Hallerhaus steht im Wechselgebiet auf 1350 m Seehöhe und ist am kürzesten Weg zu Fuß von der Mönichkirchner Schwaig (Bergstation Sessellift) in Mönichkirchen erreichbar.

## Geschichte
Die Alpine Gesellschaft D`Haller, ursprünglich anlässlich einer Bergtour durch das Gesäuse bei den Haller Mauern 1905 gegründet, erwarb auf der steirischen Seite im Wechselgebiet ein Grundstück und errichtete eine Schutzhütte, welche am 10. Oktober 1910 eröffnet wurde.